# Dutch Classics
De Dutch Classics is een jaarlijks terugkerend schaatstoernooi gereden op ijsbaan Triavium in Nijmegen. Het toernooi wordt sinds 2000 (de eerste paar keer onder een andere naam) verreden, meestal in het laatste weekend van september en staat daarom bekend als de onofficiële opening van het nieuwe Nederlandse schaatsseizoen.

## Ontstaan
De wedstrijd werd sinds 2000 door de Nijmeegse Schaatsvereniging (NSV) in samenwerking met de KNSB georganiseerd. Sinds 2018 is de organisatie in handen van de Baanvereniging Gelderse Poort (BGP) en de KNSB.
De opzet van het toernooi in de loop van de jaren een aantal keer veranderd. De eerste edities betroffen een eendaagse wedstrijd. Vanaf 2004 worden de afstanden verreden over 3 dagen. Na 2014 wordt het toernooi gereden over 2 dagen en zijn de langste afstanden (5km dames en 10km heren) niet altijd meer onderdeel van het programma. 
Door de jaren heen heeft een groot aantal Nederlandse topschaatsers aan de start gestaan, waaronder Michel Mulder, Ireen Wüst, Paulien van Deutekom, Carl Verheijen, Sven Kramer en Stefan Groothuis. Er wordt de laatste jaren vooral deelgenomen door Nederlandse talenten en subtoppers uit regionale teams en kleinere commerciële ploegen, en door internationale schaatsers.
Sinds 2018 kunnen startbewijzen worden verdiend voor de eerste Holland Cup van het seizoen, de Ijsselcup in Deventer. De beste 2 (Nederlandse) rijders op de 500, 1000 en 1500m en de beste rijder op de 3km (v) en 5km (m) verdienen een startplek voor deze wedstrijd, waar wordt gestreden om kwalificatie voor het Nederlands Kampioenschap afstanden.
In 2020 en 2021 werd door de Corona pandemie geen toernooi georganiseerd en in 2022 kon de wedstrijd niet worden gehouden omdat ijsbaan Triavium door een defecte ijsmachine pas in januari 2023 open ging.

## Internationaal
Sinds 2004 is de wedstrijd officieel bij de ISU geregistreerd en nemen ook internationale schaatsers deel, vooral uit België en Duitsland. Maar ook uit andere landen zoals Oostenrijk, Frankrijk, Ierland, Australië, Colombia en Zweden hebben schaatsers deelgenomen. In 2009 en 2013 werd een groep Russische junioren uitgenodigd als deel van een uitwisseling. Door de jaren heen een aantal buitenlandse topschaatsers en talenten aan de start gestaan, waaronder Joshua Lose (Australië), Pascal Briand (Frankrijk), Sophie Muir (Australië), Emese Dörfler-Antal (Oostenrijk), Kristina Silaeva (Rusland) en Yegor Yunin (Rusland). 

## Winnaars[7][8]

### Mannen
| Jaar                               | 500 meter                                                     | 1000 meter                                                    | 1500 meter                                                    | 3000 meter                                                    | 5000 meter                                                    | 10000 meter                                                   |
| ---------------------------------- | ------------------------------------------------------------- | ------------------------------------------------------------- | ------------------------------------------------------------- | ------------------------------------------------------------- | ------------------------------------------------------------- | ------------------------------------------------------------- |
| 2000 (Nijmeegse Schaatscup)        | Alexander Oltrop                                              | Yuri Solinger                                                 | Jacques de Koning                                             | Niet verreden                                                 | Niet verreden                                                 | Niet verreden                                                 |
| 2001 (Nijmeegse Schaatscup)        | Beorn Nijenhuis                                               | Tim Stolwijk                                                  | Beorn Nijenhuis                                               | Niet verreden                                                 | Niet verreden                                                 | Niet verreden                                                 |
| 2002 (Nijmegen cup)                | Bas Brussche                                                  | Hannes Schalkwijk                                             | Remco Olde Heuvel                                             | Niet verreden                                                 | Niet verreden                                                 | Niet verreden                                                 |
| 2003 (Nijmeegse openingswedstrijd) | Jan Smeekens                                                  | Wouter Olde Heuvel                                            | Huub van der Wart                                             | Niet verreden                                                 | Niet verreden                                                 | Niet verreden                                                 |
| 2003 (Nijmeegse openingswedstrijd) | Robbert Boekema                                               | Pim Brusche                                                   | Huub van der Wart                                             | Niet verreden                                                 | Niet verreden                                                 | Niet verreden                                                 |
| 2004                               | Thomas Falger                                                 | Jelle van den Berg                                            | Michael Kaathee                                               | Mark Ooijevaar                                                | Arjen van der Kieft                                           | Mark Ooijevaar                                                |
| 2004                               | Jurre Trouw                                                   | Jurre Trouw                                                   | Stefan Groothuis                                              | Thomas Falger                                                 | Arjen van der Kieft                                           | Mark Ooijevaar                                                |
| 2004                               | Freddy Wennemars                                              | Jurre Trouw                                                   | Stevan Aldershof                                              | Thomas Falger                                                 | Arjen van der Kieft                                           | Mark Ooijevaar                                                |
| 2005                               | Freddy Wennemars                                              | Freddy Wennemars                                              | Tom Prinsen                                                   | Sjoerd de Vries                                               | Wouter Olde Heuvel                                            | Carl Verheijen                                                |
| 2005                               | Jurre Trouw                                                   | Rhian Ket                                                     | Michael Kaatee                                                | Sjoerd de Vries                                               | Wouter Olde Heuvel                                            | Carl Verheijen                                                |
| 2005                               | Lars Elgersma                                                 | Tim Salomons                                                  | Stefan Verlaan                                                | Sjoerd de Vries                                               | Wouter Olde Heuvel                                            | Carl Verheijen                                                |
| 2006                               | Niet verreden vanwege brand ijsbaan (seizoen 2006-2007 dicht) | Niet verreden vanwege brand ijsbaan (seizoen 2006-2007 dicht) | Niet verreden vanwege brand ijsbaan (seizoen 2006-2007 dicht) | Niet verreden vanwege brand ijsbaan (seizoen 2006-2007 dicht) | Niet verreden vanwege brand ijsbaan (seizoen 2006-2007 dicht) | Niet verreden vanwege brand ijsbaan (seizoen 2006-2007 dicht) |
| 2007                               | Jurre Trouw                                                   | Jurre Trouw                                                   | Elwin Hulsink                                                 | Mark Ooijevaar                                                | Mark Ooijevaar                                                | Mark Ooijevaar                                                |
| 2007                               | Jurre Trouw                                                   | Sjoerd de Vries                                               | Boris Kusmirak                                                | Mark Ooijevaar                                                | Mark Ooijevaar                                                | Mark Ooijevaar                                                |
| 2007                               | Jurre Trouw                                                   | Sjoerd de Vries                                               | Huub van der Wart                                             | Mark Ooijevaar                                                | Mark Ooijevaar                                                | Mark Ooijevaar                                                |
| 2008                               | Freddy Wennemars                                              | Guus Baan                                                     | Freddy Wennemars                                              | Mark Ooijevaar                                                | Mark Ooijevaar                                                | Mark Ooijevaar                                                |
| 2008                               | Michel Mulder                                                 | Michel Mulder                                                 | Bart van Wanrooy                                              | Mark Ooijevaar                                                | Mark Ooijevaar                                                | Mark Ooijevaar                                                |
| 2008                               | Michel Mulder                                                 | Michel Mulder                                                 | Michel Mulder                                                 | Mark Ooijevaar                                                | Mark Ooijevaar                                                | Mark Ooijevaar                                                |
| 2009                               | Sietse Heslinga                                               | Tim Salomons                                                  | Huub van der Wart                                             | Wierd Osinga                                                  | Mark Ooijevaar                                                | Mark Ooijevaar                                                |
| 2009                               | Maarten Hitman                                                | Maarten Hitman                                                | Boy Kramer                                                    | Wierd Osinga                                                  | Mark Ooijevaar                                                | Mark Ooijevaar                                                |
| 2009                               | Maarten Hitman                                                | Huub van der Wart                                             | Tim Salomons                                                  | Wierd Osinga                                                  | Mark Ooijevaar                                                | Mark Ooijevaar                                                |
| 2010                               | Jesper van Veen                                               | Jesper van Veen                                               | Frank Hermans                                                 | Arvin Wijsman                                                 | Mark Ooijevaar                                                |                                                               |
| 2010                               | Rigard van Klooster                                           | Pepijn van der Vinne                                          | Bernd Zweden                                                  | Arvin Wijsman                                                 | Mark Ooijevaar                                                |                                                               |
| 2010                               | Dominique van Maas                                            | Kars Jansman                                                  | Mark Ooijevaar                                                | Arvin Wijsman                                                 | Mark Ooijevaar                                                | Niet verreden                                                 |
| 2011                               | Martijn van Oosten                                            | Casper Dijkstra                                               | Koen Stoffers                                                 | Philip Steenkamp                                              | Mark Ooijevaar                                                | Niet verreden                                                 |
| 2011                               | Joost Krijnsen                                                | Koen Stoffers                                                 | Corneel Penninkhof                                            | Philip Steenkamp                                              | Mark Ooijevaar                                                | Niet verreden                                                 |
| 2011                               | Peter Verkerke                                                | Pelle Hoek                                                    | Peter Verkerke                                                | Philip Steenkamp                                              | Mark Ooijevaar                                                | Niet verreden                                                 |
| 2012                               | Bart Vreugdenhil                                              | Thomas van Dijk                                               | Stein Grendel                                                 | Philip Steenkamp                                              | Bart van den Berg                                             | Niet verreden                                                 |
| 2012                               | Cornelius Kersten                                             | Peter Verkerke                                                | Cornelius Kersten                                             | Philip Steenkamp                                              | Bart van den Berg                                             | Niet verreden                                                 |
| 2012                               | Peter Verkerke                                                | Pelle Hoek                                                    | Leon van Alstede                                              | Philip Steenkamp                                              | Bart van den Berg                                             | Niet verreden                                                 |
| 2013                               | Bob Beijen                                                    | Bob Beijen                                                    | Richard van Schie                                             | Mark Ooijevaar                                                | Mark Ooijevaar                                                | Niet verreden                                                 |
| 2013                               | Bauke Wiersma                                                 | Axel Smit                                                     | Maarten van Oosterhout                                        | Mark Ooijevaar                                                | Mark Ooijevaar                                                | Niet verreden                                                 |
| 2013                               | Jochem Uithoven                                               | Bart Vreugdenhil                                              | Jochem Uithoven                                               | Mark Ooijevaar                                                | Mark Ooijevaar                                                | Niet verreden                                                 |
| 2014                               | Wessel Schilders                                              | Wessel Schilders                                              | Jeffrey Doornbusch                                            | Mark Ooijevaar                                                | Mark Ooijevaar                                                | Niet verreden                                                 |
| 2014                               | Lars Scheenstra                                               | Patrick van de Werken                                         | Lars Scheenstra                                               | Nino van Dijk                                                 | Mark Ooijevaar                                                | Niet verreden                                                 |
| 2015                               | Thomas van Dijk                                               | Maico Voets                                                   | Richard van Schie                                             | Mark Ooijevaar                                                | Mark Ooijevaar                                                | Niet verreden                                                 |
| 2015                               | Bart Seffinga                                                 | Bart Seffinga                                                 | Peter van der Pol                                             | Jordan Mcmillen                                               | Mark Ooijevaar                                                | Niet verreden                                                 |
| 2016                               | Bart Seffinga                                                 | Bart Seffinga                                                 | Elmar Visser                                                  | Mark Ooijevaar                                                | Mark Ooijevaar                                                | Niet verreden                                                 |
| 2016                               | Cas van Trierum                                               | Bart Seffinga                                                 | Casper Martens                                                | Jordan Mcmillen                                               | Mark Ooijevaar                                                | Niet verreden                                                 |
| 2017                               | Bram van Schie                                                | Sven Prins                                                    | Elmar Visser                                                  | Mark Ooijevaar                                                | Mark Ooijevaar                                                | Niet verreden                                                 |
| 2017                               | Bram van Schie                                                | Casper Martens                                                | Richard van Schie                                             | Daan van der Elst                                             | Mark Ooijevaar                                                | Niet verreden                                                 |
| 2018                               | Joep Kalverdijk                                               | Joep Kalverdijk                                               | Richard van Schie                                             | Mark Ooijevaar                                                | Mark Ooijevaar                                                | Niet verreden                                                 |
| 2018                               | Jorn de Jager                                                 | Thijmen Polman                                                | Casper Martens                                                | Beau Snellink                                                 | Mark Ooijevaar                                                | Niet verreden                                                 |
| 2019                               | Jacco Efdé                                                    | Tim Hoogkamer                                                 | Nino van Dijk                                                 | Sjoerd Kleinhuis                                              | Roel Boek                                                     | Niet verreden                                                 |
| 2019                               | Jacco Efdé                                                    | Jacco Efdé                                                    | Sjoerd Kleinhuis                                              | Sjoerd Kleinhuis                                              | Roel Boek                                                     | Niet verreden                                                 |
| 2020                               | Geen editie vanwege Corona pandemie                           | Geen editie vanwege Corona pandemie                           | Geen editie vanwege Corona pandemie                           | Geen editie vanwege Corona pandemie                           | Geen editie vanwege Corona pandemie                           | Geen editie vanwege Corona pandemie                           |
| 2021                               | Geen editie vanwege Corona pandemie                           | Geen editie vanwege Corona pandemie                           | Geen editie vanwege Corona pandemie                           | Geen editie vanwege Corona pandemie                           | Geen editie vanwege Corona pandemie                           | Geen editie vanwege Corona pandemie                           |
| 2022                               | Geen editie vanwege ijsmachine-problemen in Triavium          | Geen editie vanwege ijsmachine-problemen in Triavium          | Geen editie vanwege ijsmachine-problemen in Triavium          | Geen editie vanwege ijsmachine-problemen in Triavium          | Geen editie vanwege ijsmachine-problemen in Triavium          | Geen editie vanwege ijsmachine-problemen in Triavium          |

### Vrouwen
| Jaar                               | 500 meter                                                     | 1000 meter                                                    | 1500 meter                                                    | 3000 meter                                                    | 5000 meter                                                    |
| ---------------------------------- | ------------------------------------------------------------- | ------------------------------------------------------------- | ------------------------------------------------------------- | ------------------------------------------------------------- | ------------------------------------------------------------- |
| 2000 (Nijmeegse Schaatscup)        | Wieteke Cramer                                                | Wieteke Cramer                                                | Elma de Vries                                                 | Niet verreden                                                 | Niet verreden                                                 |
| 2001 (Nijmeegse Schaatscup)        | Elma de Vries                                                 | Mireille Reitsma                                              | Elma de Vries                                                 | Niet verreden                                                 | Niet verreden                                                 |
| 2002 (Nijmegen Cup)                | Frouke Oonk                                                   | Frouke Oonk                                                   | Barbara de Loor                                               | Niet verreden                                                 | Niet verreden                                                 |
| 2003 (Nijmeegse Openingswedstrijd) | Sanne van der Star                                            | Annelies van der Ploeg                                        | Paulien van Deutekom                                          | Niet verreden                                                 | Niet verreden                                                 |
| 2003 (Nijmeegse Openingswedstrijd) | Maurine Kroon                                                 | Maurine Kroon                                                 | Paulien van Deutekom                                          | Niet verreden                                                 | Niet verreden                                                 |
| 2004 (Dutch Classic)               | Frauke Oonk                                                   | Ireen Wüst                                                    | Moniek Kleinsman                                              | Moniek Kleinsman                                              | Carien Kleibeuker                                             |
| 2004 (Dutch Classic)               | Sanne van der Star                                            | Paulien van Deutekom                                          | Moniek Kleinsman                                              | Moniek Kleinsman                                              | Carien Kleibeuker                                             |
| 2004 (Dutch Classic)               | Sanne van der Star                                            | Margot Boer                                                   | Moniek Kleinsman                                              | Moniek Kleinsman                                              | Carien Kleibeuker                                             |
| 2005 Dutch Classic                 | Frauke Oonk                                                   | Ireen Wüst                                                    | Moniek Kleinsman                                              | Moniek Kleinsman                                              | Bauke Haarlink                                                |
| 2005 Dutch Classic                 | Sanne van der Star                                            | Ireen Wüst                                                    | Willeke van Benthem                                           | Moniek Kleinsman                                              | Bauke Haarlink                                                |
| 2005 Dutch Classic                 | Paulien van Deutekom                                          | Paulien van Deutekom                                          | Frauke Oonk                                                   | Moniek Kleinsman                                              | Bauke Haarlink                                                |
| 2006                               | Niet verreden vanwege brand ijsbaan (seizoen 2006-2007 dicht) | Niet verreden vanwege brand ijsbaan (seizoen 2006-2007 dicht) | Niet verreden vanwege brand ijsbaan (seizoen 2006-2007 dicht) | Niet verreden vanwege brand ijsbaan (seizoen 2006-2007 dicht) | Niet verreden vanwege brand ijsbaan (seizoen 2006-2007 dicht) |
| 2007 (Dutch Classics)              | Sanne van der Star                                            | Sanne Delfgou                                                 | Marja Vis                                                     | Marja Vis                                                     | Niet verreden                                                 |
| 2007 (Dutch Classics)              | Sanne van der Star                                            | Marlies ter Bekke                                             | Janneke Ensing                                                | Marja Vis                                                     | Niet verreden                                                 |
| 2007 (Dutch Classics)              | Esther Boer                                                   | Sophie Nijman                                                 |                                                               | Marja Vis                                                     | Niet verreden                                                 |
| 2008                               | Ellen Hazelaar                                                | Esmeralda Nieuwendorp                                         | Ellen Hazelaar                                                | Kimberley van den Berg                                        | Niet verreden                                                 |
| 2008                               | Esmeralda Nieuwendorp                                         |                                                               | Esmeralda Nieuwendorp                                         | Kimberley van den Berg                                        | Niet verreden                                                 |
| 2008                               | Ellen Hazelaar                                                |                                                               | Ellen Hazelaar                                                | Kimberley van den Berg                                        | Niet verreden                                                 |
| 2009                               | Ellen Hazelaar                                                | Cindy Vergeer                                                 | Moniek Kleinsman                                              | Annouk van der Weijden                                        | Carlijn Achtereekte                                           |
| 2009                               | Annouk van der Weijden                                        | Rosa Pater                                                    | Charlotte Bakker                                              | Annouk van der Weijden                                        | Carlijn Achtereekte                                           |
| 2009                               | Elma de Vries                                                 | Sanne Delfgou                                                 | Elma de Vries                                                 | Annouk van der Weijden                                        | Carlijn Achtereekte                                           |
| 2010                               | Jorieke van der Geest                                         | Jorieke van der Geest                                         | Iris van der Stelt                                            | Nadine Bruijneberg                                            | Moniek Kleinsman                                              |
| 2010                               | Carlijn Achtereekte                                           | Iris van der Stelt                                            | Carlijn Achtereekte                                           | Nadine Bruijneberg                                            | Moniek Kleinsman                                              |
| 2010                               | Esmaralda Nieuwendorp                                         | Esmaralda Nieuwendorp                                         | Nadine Bruijneberg                                            | Nadine Bruijneberg                                            | Moniek Kleinsman                                              |
| 2011                               | Margot van Oosten                                             | Kirsten Velzeboer                                             | Cindy Vergeer                                                 | Jelena Peeters                                                | Jelena Peeters                                                |
| 2011                               | Myrthe Brommer                                                | Cindy Vergeer                                                 | Madelien Jansen                                               | Jelena Peeters                                                | Jelena Peeters                                                |
| 2011                               | Paulien Westerhof                                             | Katja Franzen                                                 | Charlotte Bakker                                              | Jelena Peeters                                                | Jelena Peeters                                                |
| 2012                               | Katja Franzen                                                 | Katja Franzen                                                 | Sanne Groenendaal                                             | Manouk van Tol                                                | Michelle de Bruijn                                            |
| 2012                               | Manouk van Tol                                                | Paulien Westerhof                                             | Carlijn Schoutens                                             | Manouk van Tol                                                | Michelle de Bruijn                                            |
| 2012                               | Katja Franzen                                                 | Laura Dreyer                                                  | Paulien Westerhof                                             | Manouk van Tol                                                | Michelle de Bruijn                                            |
| 2013                               | Jelena Peeters                                                | Jelena Peeters                                                | Mirjam Rottier                                                | Lisette de Jong                                               | Jelena Peeters                                                |
| 2013                               | Katja Franzen                                                 | Jelena Peeters                                                | Lisa van der Zee                                              | Lisette de Jong                                               | Jelena Peeters                                                |
| 2013                               | José Boots                                                    | Tessa van der Neut                                            | José Boots                                                    | Lisette de Jong                                               | Jelena Peeters                                                |
| 2014                               | Anne-Marthe de Heer                                           | Mirjam Rottier                                                | Laura van Ramshorst                                           | Lisanne de Wit                                                | Jelena Peeters                                                |
| 2014                               | Katja Franzen                                                 | Tessa van der Neut                                            | Iris Ertugrul                                                 | Lisanne de Wit                                                | Jelena Peeters                                                |
| 2015                               | Anne-Marthe de Heer                                           | Anne-Marthe de Heer                                           | Lisette de Jong                                               | Jelena Peeters                                                | Niet verreden                                                 |
| 2015                               | Anne-Marthe de Heer                                           | Maike Brinksma                                                | Anne-Marthe de Heer                                           | Jelena Peeters                                                | Niet verreden                                                 |
| 2016                               | Esmé Stollenga                                                | Sanne Westerveld                                              | Ellen van Vroonhoven                                          | Ellen van Vroonhoven                                          | Niet verreden                                                 |
| 2016                               | Annebet Dekker                                                | Lidia Tempert                                                 | Manon Gremmen                                                 | Ellen van Vroonhoven                                          | Niet verreden                                                 |
| 2017                               | Katja Franzen                                                 | Katja Franzen                                                 | Quinty Ton                                                    | Niet verreden                                                 | Niet verreden                                                 |
| 2017                               | Katja Franzen                                                 | Katja Franzen                                                 | Myrthe Sandu                                                  | Niet verreden                                                 | Niet verreden                                                 |
| 2018                               | Katja Franzen                                                 | Katja Franzen                                                 | Dieke Hendriks                                                | Niki van der Zee                                              | Niet verreden                                                 |
| 2018                               | Katja Franzen                                                 | Katja Franzen                                                 | Marjolein van der Steen                                       | Niki van der Zee                                              | Niet verreden                                                 |
| 2019                               | Katja Franzen                                                 | Katja Franzen                                                 | Kim Talsma                                                    | Kim Talsma                                                    | Niet verreden                                                 |
| 2019                               | Katja Franzen                                                 | Katja Franzen                                                 | Britt de Boer                                                 | Kim Talsma                                                    | Niet verreden                                                 |
| 2020                               | Geen editie vanwege Corona pandemie                           | Geen editie vanwege Corona pandemie                           | Geen editie vanwege Corona pandemie                           | Geen editie vanwege Corona pandemie                           | Geen editie vanwege Corona pandemie                           |
| 2021                               | Geen editie vanwege Corona pandemie                           | Geen editie vanwege Corona pandemie                           | Geen editie vanwege Corona pandemie                           | Geen editie vanwege Corona pandemie                           | Geen editie vanwege Corona pandemie                           |
| 2022                               | Geen editie vanwege ijsmachine-problemen in Triavium          | Geen editie vanwege ijsmachine-problemen in Triavium          | Geen editie vanwege ijsmachine-problemen in Triavium          | Geen editie vanwege ijsmachine-problemen in Triavium          | Geen editie vanwege ijsmachine-problemen in Triavium          |

## Trivia
- Marc Ooijevaar is recordhouder aantal overwinningen bij de mannen. Hij won maar liefst 25 keer (4x de 10km, 11x 5km, 9x 3km en 1x de 1500m). Bij de vrouwen heeft de Duitse Katja Franzen het vaakst gewonnen, 17 keer in totaal (9x de 500m en 8x de 1000m).
- Tijdens de Dutch Classics is meerdere keren een nationaal record geschaatst. In 2011 en 2013 reed Jelena Peeters een Belgisch nationaal record. In 2011 op de 1000 meter en in 2013 op de 5 kilometer. In 2013 reed Joshua Capponi een Australisch juniorenrecord op de 3000 meter.[11]